# Druga Republika Hiszpańska
Druga Republika Hiszpańska (hiszp. Segunda República Española) – państwo istniejące między 14 kwietnia 1931 a 1 kwietnia 1939 na terenie Hiszpanii. Za początek Drugiej Republiki (Pierwsza istniała w latach 1873–1874) uznaje się dzień jej proklamowania w miejsce Królestwa Hiszpanii i wyjazdu króla Alfonsa XIII z kraju, zaś za jej koniec – ostateczne zwycięstwo wojsk nacjonalistycznych w hiszpańskiej wojnie domowej, która wybuchła po zamachu stanu dokonanym w lipcu 1936.
W tym okresie kolejne rządy (z wyjątkiem prawicowych, reakcyjnych gabinetów tworzonych w latach 1933–1936) starały się wprowadzać szeroko zakrojone, egalitarystyczne i laickie reformy. Wiele z tych reform spotykało się ze sprzeciwem bogatej i bardziej konserwatywnej części społeczeństwa hiszpańskiego oraz Kościoła.
Dążenia anarchistów i komunistów do likwidacji instytucji państwowych znacznie utrudniały sytuację w ówczesnej Hiszpanii. Wolność i równość były zapisane w konstytucji, jednak w rzeczywistości nie były respektowane, między innymi ze względu na otwarty konflikt między komunistami i anarchistami z jednej strony, a prawicą zjednoczoną wokół CEDA – Hiszpańskiej Konfederacji Prawicy Autonomicznej z drugiej. Ze względu na organizowane przez lewicowców zamachy do konfliktu włączyli się później także falangiści.
W 1934 rewolucjoniści lewicowi, nie akceptując odniesionego w listopadzie poprzedniego roku wyborczego zwycięstwa prawicowej CEDA, zorganizowali falę strajków nazywanych w Hiszpanii Rewolucją 1934. Po wyborach w roku 1936 przyszedł czas na niezadowolenie konserwatywnych kręgów wojska, co doprowadziło do zorganizowania przez oficerów José Sanjurjo i Emilio Molę – do których później dołączył generał Francisco Franco – zamachu stanu w lipcu 1936, który doprowadził do wojny domowej trwającej aż do kwietnia 1939.

## Proklamowanie Republiki
Po dymisji generała Miguela Primo de Rivera w styczniu 1930, Alfons XIII usiłował, mimo słabości partii monarchistycznych, skierować swoje rządy na ścieżki konstytucyjne, z których zboczył w czasach dyktatury Primo de Rivery. W tym celu zwołano wybory do parlamentu (który miał opracować nową konstytucję), wybory samorządowe i głosowanie w sprawie nowego Statutu Autonomicznego Katalonii.
Wybory samorządowe z 12 kwietnia 1931 były porażką monarchistów. Przeciwnicy króla wygrali w większości ważnych miast, w tym w 41 z 50 stolic prowincji; w Madrycie liczba mandatów republikańskiej lewicy przewyższała zdobycz monarchistycznej prawicy trzykrotnie, a w Barcelonie – czterokrotnie. Pełne wyniki wyborów są praktycznie niemożliwe do ustalenia, roczniki statystyczne publikowane po 1931 najprawdopodobniej zdecydowanie zawyżają wyniki republikanów. Jest to temat sporny w pracach historyków, których stanowisko zależy często od własnych sympatii politycznych. Większość z nich zgadza się jednak co do tego, że podział mandatów był mniej więcej równy, z lekką przewagą monarchistów, którzy jednak polegli w najważniejszych miastach.
Premier rządu – admirał Juan Bautista Aznar-Cabañas podał się do dymisji. Część ministrów proponowała rozwiązania siłowe. Aznar pytany, czy uważa, że w kraju może wybuchnąć kryzys odpowiedział Jakiego większego kryzysu chcecie niż ten, że państwo idzie spać jako monarchia, a budzi się republiką? Podobnie myśleli hrabia de Romanones i sam król, który uświadomił sobie brak poparcia w miastach. De Romanones rozpoczął rokowania z przywódcą republikańskim Niceto Alcalá-Zamora, żeby zagwarantować Alfonsowi bezpieczeństwo. Ale Alcalá-Zamora, który zaledwie kilka godzin później[wymaga weryfikacji?] mianował się szefem państwa i premierem rządu tymczasowego, mając poparcie generała José Sanjurjo, a co za tym idzie również Guardia Civil i wojska, odmówił gwarantowania czegokolwiek, żądając natychmiastowego wyjazdu Alfonsa z kraju. Żądanie to powtórzył w opublikowanym w gazetach manifeście komitet rewolucyjny, który przekształcił się w rząd tymczasowy. Alfons XIII udał się na wygnanie w nocy z 14 na 15 kwietnia 1931 roku. 16 kwietnia upubliczniono odezwę króla, którą nazajutrz na pierwszej stronie opublikował tylko jeden, prawicowy dziennik „ABC”:

Niedzielne wybory dobitnie pokazały mi, że nie cieszę się dziś miłością mojego ludu. Sumienie podpowiada mi, że nie jest to decyzja nieodwracalna, ponieważ starałem się zawsze służyć Hiszpanii, nawet w najtrudniejszych czasach koncentrując cały swój wysiłek na sprawach publicznych. Każdy król może się mylić i ja bez wątpienia również nieraz zbłądziłem; jednak nasza Ojczyzna była zawsze łaskawa dla tych którzy się mylili, chcąc dobrze.
Jestem królem Hiszpanii i jestem Hiszpanem. Potrafiłbym znaleźć sposób, żeby utrzymać w mocy moje królewskie prerogatywy, walcząc przeciwko tym, którzy się im sprzeciwiają. Ale zdecydowanie nie chcę rzucać jednego rodaka do walki z drugim w bratobójczej wojnie domowej. Nie wyrzekam się żadnego z moich praw, bo nie należą one do mnie, są dziedzictwem Historii; pewnego dnia Historia zażąda ode mnie, bym zdał sprawę z tego, jak ich strzegłem.
Mam nadzieję poznać prawdziwą wolę opinii publicznej, a dopóki Naród nie przemówi – zawieszam dobrowolnie wykonywanie mojej władzy królewskiej i wyjeżdżam z Hiszpanii, uznając ją za jedyną panią swojego losu.
Również teraz chcę wypełnić obowiązek, który mi dyktuje moja miłość do Ojczyzny. Proszę Boga, by równie głęboko, jak ja, czuli ją i wypełniali wszyscy Hiszpanie.

{{Cytat}} Brakujące pola: treść. Przestarzałe pola: 1 oraz 2.

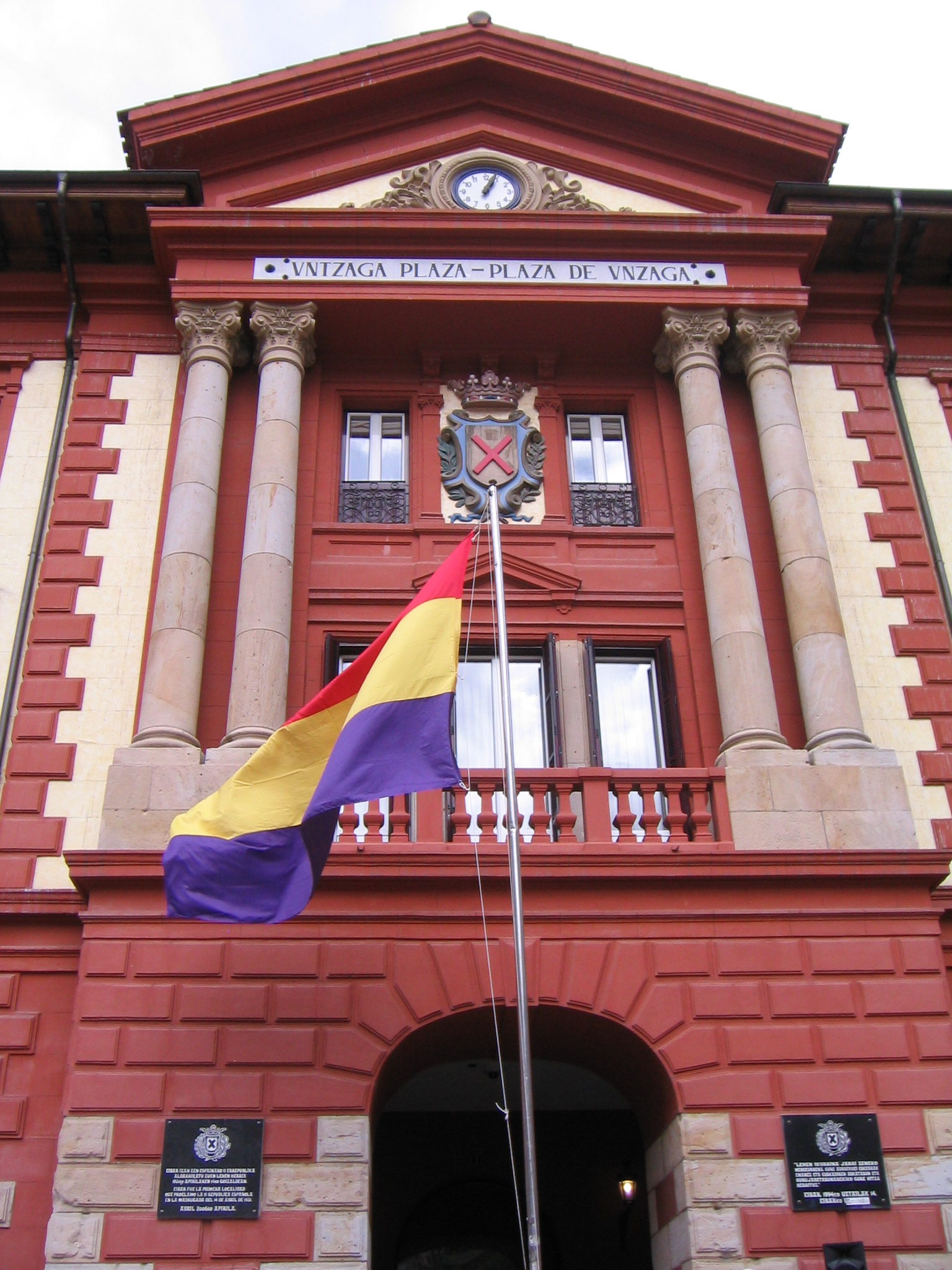
Flaga republikańska podniesiona przed ratuszem w mieście Éibar w 75. rocznicę proklamacji Republiki

W międzyczasie, 13 kwietnia, dzień przed oficjalną datą, Republikę proklamowano w trzech miastach: Sahagún (w prowincji León), Eibar (w prowincji Gipuzkoa) i Jaca (w prowincji Huesca). Rząd Republiki nadał za to każdemu z nich tytuł Najjaśniejsze Miasto (Ilustrísima Ciudad). Pierwszym miastem, w którym już o 6:30 rano 14 kwietnia podniesiono flagę Republiki było Eibar. Za jego przykładem poszły pozostałe miasta gdzie przeważali republikanie, w tym Barcelona – najludniejsze wówczas miasto Hiszpanii oraz Madryt – stolica kraju.
Alfons XIII Hiszpański, mimo opuszczenia kraju, oficjalnie nie abdykował. Wyjechał do Paryża, a później do Rzymu, w którym pozostał aż do śmierci. W styczniu 1932 abdykował na rzecz swojego trzeciego syna, Jana. Zmarł 28 lutego 1941.
Pochodzący z Eibar pisarz Toribio Echeverría w swojej książce Podróż po krainie wspomnień (Viaje por el país de los recuerdos) tak opisuje proklamację Drugiej Republiki Hiszpańskiej w swoim mieście:

Przed szóstą rano mieszkańcy zebrali się na placu, który później nazwano Placem Republiki, a wybrani w niedzielę radni stawili się w Domu Zgromadzeń w celu ukonstytuowania Rady Miasta; odbyło się uroczyste posiedzenie, na którym jednomyślnie proklamowano Republikę. Następnie na balkonie ratusza wywieszono trójkolorową – czerwono-żółto-fioletową – flagę. Z tego samego balkonu ogłoszono zgromadzonym, że od tej chwili Hiszpanie żyją już w Republice.

{{Cytat}} Brakujące pola: treść. Przestarzałe pola: 1.

## Konstytucja z 1931 roku
Po proklamowaniu Republiki władze w kraju od 14 kwietnia do 14 października sprawował rząd tymczasowy kierowany przez Niceto Alcalá-Zamorę. Alcalá-Zamora podał się do dymisji ze względu na swój sprzeciw wobec laickości państwa. Jego następcą został ateista Manuel Azaña. 10 grudnia 1931 Niceto Alcalá-Zamora został wybrany prezydentem II Republiki Hiszpańskiej. Głosowało na niego 362 spośród 410 obecnych deputowanych (36 było nieobecnych). Pozostał na tym stanowisku do 7 kwietnia 1936, kiedy to rząd Frontu Ludowego po wygranych wyborach zażądał jego dymisji; znów zastąpił go Manuel Azaña.
28 czerwca 1931 odbyły się wybory do Kortezów Ustawodawczych; 9 grudnia deputowani przyjęli opracowaną przez siebie Konstytucję.
Konstytucja Republiki Hiszpańskiej z 1931 roku stanowiła krok do przodu w sprawie ochrony praw człowieka przez władzę sądowniczą oraz w kwestii demokratycznej organizacji państwa: prawie jedna trzecia artykułów dotyczyła wymienienia i ochrony praw i wolności indywidualnych i zbiorowych. Bierne i czynne prawa wyborcze zostały rozszerzone na obywateli obu płci, którzy przekroczyli 23. rok życia. Konstytucja przekazywała władzę ustawodawczą w ręce obywateli, którzy sprawowali ją poprzez swoich przedstawicieli w jednoizbowym parlamencie zwanym Kortezami lub Kongresem Deputowanych, natomiast wybór Szefa Państwa – Prezydenta miał być dokonywany przez deputowanych i elektorów, którzy sami mieli być wybierani w wyborach powszechnych.
Szczególnie ważne elementy hiszpańskiego porządku prawnego w myśl Konstytucji z 1931 roku:
- Zasada równości wszystkich Hiszpanów wobec prawa i uznanie Hiszpanii za republikę ludzi pracujących wszystkich klas.
- Zasada laickości, w myśl której nie tyle rozdzielono Kościół i Państwo, co dążono do eliminacji religii z życia politycznego. Dopuszczono również zawieranie ślubów cywilnych i rozwody.
- Zasada elekcyjności i kadencyjności wszystkich stanowisk publicznych, w tym również Prezydenta Republiki.
- Zasada parlamentu jednoizbowego, mającego realizować ideały demokratyczne poprzez likwidację drugiej, arystokratycznej i uprzywilejowanej izby; władzę ustawodawczą miały sprawować wyłącznie jednoizbowe Kortezy.
- Możliwość przymusowego wywłaszczenia (za odszkodowaniem) oraz nacjonalizacji sektora publicznego w celach społecznych.
- Szeroki zakres praw i wolności. Przyznanie powszechnego prawa wyborczego kobietom.

### Symbole II Republiki

Flaga II Republiki Hiszpańskiej

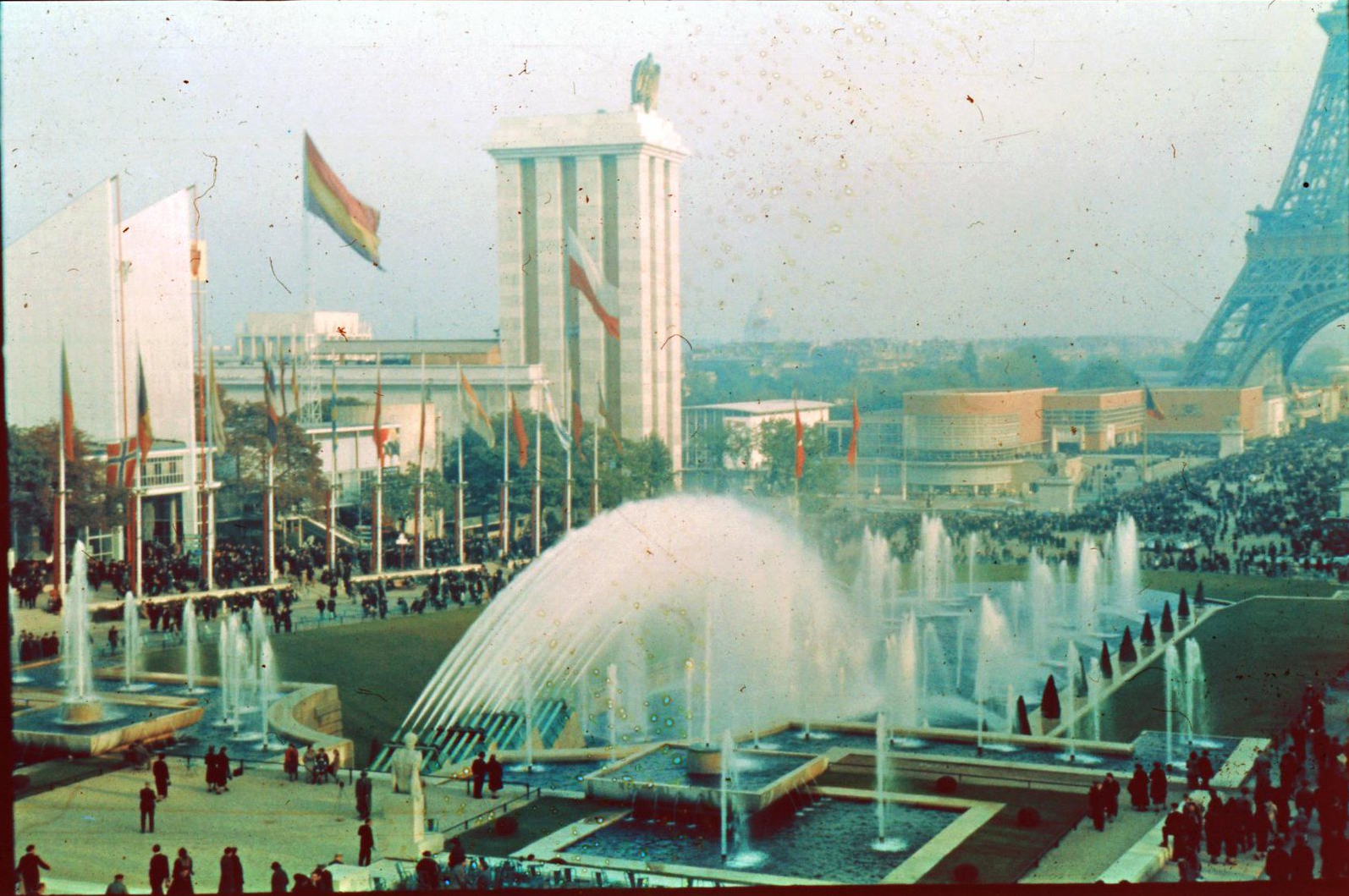
Flaga II Republiki Hiszpańskiej oznaczająca miejsce ekspozycji obrazu Pabla Picassa Guernica w Paryżu podczas Wystawy Światowej w 1937.

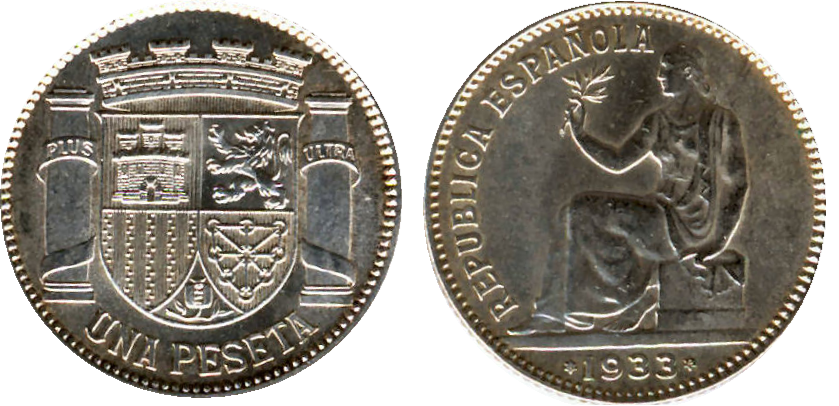
Peseta z czasów II Republiki

Za symbole II Republiki uznano symbole republikańskie z XIX wieku: flagę o trzech poziomych pasach, od góry do dołu: czerwonym, żółtym i fioletowym, herb pozostał podobny, jednak koronę królewską zastąpiła corona muralis. Wybito również monety z nowym herbem.

Hymn zwany Marszem Królewskim (Marcha Real) zastąpiono popularną w XIX wieku pieśnią Himno de Riego.

## Kontekst społeczno-ekonomiczny
Niemal od razu nastąpiło zderzenie dobrych chęci rządu Republiki z trudną rzeczywistością świata pogrążonego w Wielkim Kryzysie ekonomicznym. Trudna sytuacja ekonomiczna, brak poparcia tradycyjnie konserwatywnego wojska (które nie stanęło po stronie króla ze względu na żal, jaki odczuwali do niego wyżsi oficerowie za przyjęcie dymisji Primo de Rivery) i coraz większe żądania robotników doprowadziły w niektórych przypadkach do zamieszek ulicznych, protestów anarchistów, zabójstw zlecanych przez ekstremistów wszelkiej maści, strajków rewolucyjnych i w końcu do wojskowego zamachu stanu.
Debata polityczna w Hiszpanii okresu Republiki nabrała specyficznego charakteru. Głównym celem ataków lewicy był Kościół katolicki, którego przywileje uważano za jeden z powodów złej sytuacji społeczeństwa; wiele kościołów spalono lub zburzono. Prawica uważała te ataki za zagrożenie dla siebie samej i dla swojej uprzywilejowanej pozycji w kraju. Szczególne obawy rodziła aktywność lewicy rewolucyjnej.
II Republika Hiszpańska była na arenie międzynarodowej izolowana. Miały na to wpływ międzynarodowe koncerny, które w obawie przed nacjonalizacją naciskały, na rządy swoich państw by nie uznawały nowych władz Hiszpanii. Hiszpański operator telefoniczny Telefónica należał do amerykańskiego International Telephone and Telegraph (ITT), koleje były w rękach kapitału francuskiego, natomiast elektrownie i sieci przesyłowe – rozmaitych, głównie brytyjskich i belgijskich przedsiębiorstw.
Prawie połowa (45,5%) społeczeństwa Hiszpanii lat trzydziestych pracowała w rolnictwie; reszta w równych częściach dzieliła się między sektory przemysłu i usług. Było to społeczeństwo nadal nie w pełni korzystające z dobrodziejstw rewolucji przemysłowej.
Najsilniejszą partią polityczną była Hiszpańska Socjalistyczna Partia Robotnicza (Partido Socialista Obrero Español – PSOE), która zdobyła najwięcej głosów w wyborach do Kortezów Ustawodawczych w 1931. Współdziałającym z PSOE związkiem zawodowym był (i jest do dziś) Powszechny Związek Robotników (Unión General de Trabajadores – UGT), w którego szeregach już w 1922 było ponad 200 tysięcy osób. Z kolei anarchistyczny związek Krajowa Konfederacja Pracy (Confederación Nacional de Trabajo – CNT) w roku 1931 liczył aż 800 tysięcy członków. Inne organizacje, takie jak Hiszpańska Partia Komunistyczna (Partido Comunista de España – PCE) nie odgrywały poważniejszej roli aż do wybuchu hiszpańskiej wojny domowej.

## Historia
Najważniejsze wydarzenia w historii II Republiki w kolejności chronologicznej z podziałem na trzy kolejne kadencje parlamentu.

### Dwulecie reform (1931-1933)
W Hiszpanii znane również jako bienio social-azañista – dwulecie socjalno-azañistowskie (od nazwiska Azaña).
- 14 kwietnia 1931 – Proklamowanie Drugiej Republiki Hiszpańskiej w odpowiedzi na wyniki wyborów samorządowych.
- 10 i 11 maja 1931 – Ataki na zakony, szkoły i instytucje katolickie; sześć z nich zostaje zniszczonych.
- 16 czerwca 1931 – Wygnanie przez rząd prymasa Hiszpanii kardynała Pedro Segury za jego krytycyzm i ataki na nową władzę, zwłaszcza w liście pasterskim z 1 maja. Radykalnego Segurę zastępuje bardziej umiarkowany kardynał Gomá, uznający Republikę i szukający dialogu z rządem. Większość wiernych i hierarchów jest przeciwna republice, zwłaszcza po milcząco popieranej przez rząd akcji z 10 i 11 maja. Pojawiają się jednak również propozycje uznania Republiki jako tworu przejściowego. Stanowisko takie reprezentuje gazeta El Debate, argumentując, że Kościół jest wieczny, a formy rządu chwilowe.
- 18 czerwca 1931 – Kolejny ważny biskup – Mateo Múgica z baskijskiej diecezji Vitoria udaje się na wygnanie.
- 28 czerwca 1931 – Wybory do Kortezów Ustawodawczych; większość mandatów zdobywają partie lewicowe.

| Partia                                                                                 | Mandaty | Wynik w procentach |
| Hiszpańska Socjalistyczna Partia Robotnicza (Partido Socialista Obrero Español)        | 115     | 24,5               |
| Radykalna Partia Republikańska (Partido Republicano Radical)                           | 94      | 20,2               |
| Socjalistyczna Radykalna Partia Republikańska (Partido Republicano Radical Socialista) | 59      | 12,5               |
| Republikańska Lewica Katalonii (Esquerra Republicana de Catalunya)                     | 31      | 6,5                |
| Akcja Republikańska (Acción Republicana)                                               | 28      | 5,9                |
| Partia Rolnicza (Agrarios)                                                             | 26      | 5,5                |
| Postępowcy (Progresistas)                                                              | 22      | 4,6                |
| Federaliści (Federales)                                                                | 17      | 3,6                |
| Galicyjska Federacja Republikańska (Federación Republicana Gallega)                    | 16      | 3,4                |
| Baskowie i Nawarowie (Vasco-navarros)                                                  | 15      | 3,2                |
| Ugrupowanie do usług Republiki (Agrupación al servicio de la República)                | 13      | 2,8                |
| Liga Regionalistyczna (Lliga Regionalista)                                             | 4       | 0,8                |
| Unia Socjalistyczna Katalonii (Unió Socialista de Catalunya)                           | 4       | 0,8                |
| Katalońska Partia Republikańska (Partit Català Republicà)                              | 2       | 0,4                |
| Partia Liberalno-Demokratyczna (Partido Liberal Demócrata)                             | 2       | 0,4                |
| Galicyjska Partia Republikańska (Partido Republicano Galleguista)                      | 1       | 0,2                |
| Monarchistyczna Partia Liberalna (Partido Monárquico Liberal)                          | 1       | 0,2                |
| Niepodległościowcy (Independientes)                                                    | 20      | 4,2                |
| RAZEM                                                                                  | 470     |                    |

- Lipiec 1931 – Strajk generalny zorganizowany przez anarchistyczny związek Krajową Konfederację Pracy (Confederación Nacional del Trabajo – CNT). CNT była jedną z dwóch, obok UGT, liczących się organizacji związkowych w Hiszpanii. Jedną z przyczyn strajków był sprzeciw związkowców wobec obecności zagranicznych korporacji w kraju. Ma miejsce także sprzeciw konserwatywnej większości oficerów wobec reformy restrukturyzacyjnej zaproponowanej przez ministra wojny Manuela Azaña, wywołany zamknięciem licznych akademii wojskowych, w tym znanej akademii w Saragossie.
- 14 października 1931 – Niceto Alcalá-Zamora składa dymisję ze stanowiska premiera w proteście przeciw laicyzacji państwa; w jego miejsce mianowany jest Manuel Azaña.
- 21 października 1931 – Ustawa o ochronie republiki wprowadza w Hiszpanii cenzurę prasy.
- 9 grudnia 1931 – Kortezy przyjmują Konstytucję Republiki Hiszpańskiej. Zabrania ona działalności szkół społecznych i katolickich oraz cmentarzy katolickich. Majątek zakonów pozostających w łączności ze Stolicą Apostolską miał być po ich rozwiązaniu skonfiskowany; spotkało to m.in. zakon Jezuitów.
- 16 grudnia 1931 – Utworzenie rządu koalicji republikańsko-socjalistycznej pod przewodnictwem Manuela Azaña.
- Wrzesień 1931 – Kortezy odrzucają popierany przez karlistów i nacjonalistów baskijskich projekt Statutu Autonomii Kraju Basków ze względu na jego niezgodność z Konstytucją.
- 24 stycznia 1932 – Rząd zleca rozwiązanie Towarzystwa Jezusowego i konfiskatę jego mienia w całej Hiszpanii.
- 10 sierpnia 1932 – Nieudany zamach stanu nazywany Sanjurjada od nazwiska jego przywódcy, generała José Sanjurjo. Sanjurjo został schwytany w Huelvie, kiedy próbował zbiec do Portugalii. Otrzymał wyrok śmierci, który jednak został przez prezydenta Republiki zamieniony na karę dożywotniego więzienia.
- 9 września 1932 – Kontrowersyjna decyzja Kortezów o przyjęciu Statutu Autonomicznego Katalonii.
- 18 maja 1933 – Ustawa o zakonach przekształca cały majątek Kościoła katolickiego we własność publiczną. Przepis dotyczył nie tylko samych świątyń, ale również szat liturgicznych, kielichów czy obrazów.
- Uchwalenie Ustawy o reformie rolnej, która jednak nie przynosi spodziewanych efektów ze względu na silny opór wielkich posiadaczy ziemskich.
- 9 października 1933 – rozwiązanie Kortezów i rozpisanie nowych wyborów parlamentarnych.
- 29 października 1933 – Utworzenie Falangi Hiszpańskiej przez José Antonio Primo de Rivera.
- 9 listopada 1933 – Przemówienie Francisco Largo Caballero, ministra pracy i późniejszego premiera z partii PSOE, wygłoszone w trakcie kampanii wyborczej i opublikowane w gazecie El Socialista:

Ktoś powie: „Przecież to dyktatura proletariatu”! Ale czy my żyjemy w demokracji? Czyż to, co mamy teraz jest czymś innym niż dyktaturą burżuazji? Jesteśmy atakowani, bo sprzeciwiamy się własności. Dokładnie tak! Obalimy reżim własności prywatnej! Nie ukrywamy, że dążymy do rewolucji socjalnej. Jak? (głos z widowni: „Jak w Rosji!”). Nie przeraża nas to. Dążymy, powtarzam, do rewolucji socjalnej. (...) Wątpię, by dało się osiągnąć zwycięstwo w ramach prawa. I wobec tego, towarzysze, trzeba będzie po zwycięstwo sięgnąć przemocą! (…) My odpowiadamy: Idziemy zgodnie z prawem do rewolucji społeczeństwa. Ale jeśli nie będziecie chcieli, zrobimy rewolucję przemocą! (wielka owacja) „To – powiedzą przeciwnicy – wezwanie do wojny domowej!” Spójrzmy prawdzie w oczy – wojna domowa trwa. (…) Nie mydlmy sobie oczu towarzysze. Ta wojna po prostu jeszcze nie przybrała krwawej postaci, którą – na szczęście lub nieszczęście – nieodwołalnie będzie musiała przybrać. Dziewiętnastego idziemy do urn. (…) Ale nie zapominajcie, że wydarzenia mogą doprowadzić do sytuacji, w której będziemy potrzebować więcej energii i zdecydowania niż potrzeba, by iść do urn. Wezwanie do zamieszek? Nie, to tylko przypomnienie, że klasa robotnicza musi być przygotowana. (…) Musimy walczyć na wszystkie sposoby aż do czasu, kiedy na wieżach i budynkach rządowych załopocze nie trójkolorowa flaga Republiki burżuazyjnej, ale czerwona bandera rewolucji Socjalistycznej!

{{Cytat}} Brakujące pola: treść. Przestarzałe pola: 1 oraz 2.
Skrzydło lewicy rewolucyjnej w PSOE, reprezentowane przez Largo Caballero i innych polityków blisko związanych z UGT, usiłowało zmobilizować tym przemówieniem masy robotników strasząc ich rewolucją faszystowską na wzór Włoch Mussoliniego i Niemiec Hitlera. Jednak działania te odniosły skutek odwrotny do zamierzonego – słowa Largo Caballero posłużyły za wymówkę generałom, którzy zorganizowali zamach stanu.
- Klęska reformy agrarnej wywołała rozruchy robotnicze prowokowane przez anarchistyczne FAI – Iberyjską Federację Anarchistyczną i CNT. Szczególnie gwałtowne, brutalnie pacyfikowane zamieszki miały miejsce w Casas Viejas (w prowincji Kadyks), Castilblanco (w prowincji Badajoz) oraz w innych miejscach; były to tak zwane Rewolucja Styczniowa 1933 i Rewolucja Grudniowa 1933.

- Republikański rząd premiera Manuela Azaña podjął się bezprecedensowego wysiłku usiłując poprzez przedłużenie obowiązkowej edukacji urzeczywistnić przepisy Ustawy o Edukacji publicznej z 1857 roku, która zakładała objęcie obowiązkiem szkolnym każdego Hiszpana. Żeby wcielić w życie postanowienia art. 26 Konstytucji zadekretowane zostało rozwiązanie zakonu Jezuitów. Dekret nie dotknął bezpośrednio własności zakonu, jednak usunął Jezuitów z instytucji edukacyjnych. W sumie 3900 szkół religijnych w których uczyło się ponad 350 tysięcy dzieci zostało zamkniętych; w ich miejsce utworzono tylko 3600 placówek z planowanych 7000.

### Dwulecie radykalno-cedystowskie (1933-1936)
Nazwa pochodzi od nazwy partii CEDA. W Hiszpanii okres ten znany jest również jako „bienio negro” – czarne dwulecie.
- 19 listopada 1933 – Pierwsze w pełni demokratyczne wybory, w których udział po raz pierwszy mogły wziąć również kobiety, wygrała konserwatywna Hiszpańska Konfederacja Prawicy Autonomicznej – CEDA, której liderem był José María Gil-Robles (ojciec eurodeputowanego José María Gil-Robles). Dobre wyniki osiągnęły również inne partie prawicowe; prawica zdobyła łącznie 258 mandatów, 119 przypadło ugrupowaniom centrowym, zaś lewica zdobyła tylko 95 miejsc w Kortezach. Lewica stanęła do wyborów mocno podzielona; prawica zjednoczyła się wokół CEDA. Udział w wyborach wzięło prawie 65% uprawnionych do głosowania.

| Partia                                                                                       | Mandaty | Wynik w procentach |
| Hiszpańska Konfederacja Prawicy Autonomicznej (Confederación Española de Derechas Autónomas) | 115     | 24,3               |
| Republikańska Partia Radykalna (Partido Republicano Radical)                                 | 104     | 22,0               |
| Hiszpańska Socjalistyczna Partia Robotnicza (Partido Socialista Obrero Español)              | 58      | 12,2               |
| Partia Rolnicza (Partido Agrario)                                                            | 36      | 7,6                |
| Liga Regionalistyczna (Lliga Regionalista)                                                   | 24      | 5,1                |
| Tradycjonaliści (Tradicionalistas)                                                           | 21      | 4,4                |
| Republikańska Lewica Katalonii (Esquerra Republicana de Catalunya)                           | 18      | 3,8                |
| Renowacja Hiszpańska (Renovación Española)                                                   | 16      | 3,4                |
| Niezależna Prawica (Independentistas de derecha)                                             | 16      | 3,4                |
| Nacjonalistyczna Partia Basków (Partido Nacionalista Vasco)                                  | 12      | 2,5                |
| Partia Liberalno-Demokratyczna (Partido Liberal Demócrata)                                   | 10      | 2,1                |
| Akcja Republikańska (Acción Republicana)                                                     | 5       | 1,1                |
| Niezależni radykalni socjaliści (Radical-socialistas independientes)                         | 4       | 0,8                |
| Federaliści (Federales)                                                                      | 4       | 0,8                |
| Postępowi republikanie (Republicanos progresistas)                                           | 3       | 0,6                |
| Unia Socjalistyczna Katalonii (Unió Socialista de Catalunya)                                 | 3       | 0,6                |
| Niezależni republikanie (Republicanos independientes)                                        | 2       | 0,4                |
| Komunistyczna Partia Hiszpanii (Partido Comunista de España)                                 | 1       | 0,2                |
| Radykalni Socjaliści (Radical-Socialistas)                                                   | 1       | 0,2                |
| Republikanie galicyjscy (Republicanos gallegos)                                              | 1       | 0,2                |
| RAZEM                                                                                        | 472     |                    |

- Rząd sformował Alejandro Lerroux z Republikańskiej Partii Radykalnej z poparciem CEDA.
- Wiele działań rządu miało charakter reakcyjny i zmierzało do odwrócenia lub zatrzymania zmian wdrożonych przez wcześniejszy gabinet.
- Ogłoszono amnestię wobec uczestników nieudanego zamachu stanu z sierpnia 1932, w tym również wobec jego przywódcy, generała Sanjurjo, który przenosi się do Portugalii. Spędził tam resztę życia, gdyż w 1936 zginął w wypadku lotniczym lecąc do ojczyzny, by stanąć na czele kolejnego przewrotu (tego, który doprowadził do wojny domowej).
- 1 października 1934 – Trzej ministrowie wywodzący się z CEDA wchodzą do rządu.
- 5 października 1934 – Rewolucja 1934 – Narastające napięcia społeczne, niezadowolenie rolników wywołane utratą ziemi przyznanej w ramach reformy rolnej poprzedniego rządu, rewolucyjne nastroje wśród robotników i silna agitacja prowadzona przez PSOE, UGT oraz – w mniejszym stopniu – przez PCE i CNT doprowadziły do strajku generalnego w całej Hiszpanii. Rewolucjoniści usiłowali zaatakować siedzibę rządu, jednak po dwugodzinnej strzelaninie lojalne wobec rządu oddziały przejęły kontrolę nad sytuacją i uwięziły popierających rozruchy przywódców lewicy. Tylko w Aragonii, Andaluzji i Estremadurze rolnicy wyczerpani dotychczasowymi strajkami nie poparli strajku. Rebelianci byli najsilniejsi w Katalonii i Asturii. W tym ostatnim regionie wydarzenia miały najbardziej dramatyczny przebieg. Zajścia trwały tam od 5 do 19 października 1934 roku i zostały stłumione z pomocą wojska wiernego legalnemu rządowi. Szczególnie odznaczyli się w walkach żołnierze Hiszpańskiej Legii Cudzoziemskiej i jednostki Regulares, które ściągnięto 6 października z protektoratu Maroka. Po odzyskaniu kontroli nad Asturią rządzący przystąpili do represjonowania przeciwników. Głośny stał się przypadek dziennikarza Luisa Sirval, który został zamordowany przez oficera legionistów za to, że ośmielił się skrytykować represje, do których doszło po zakończeniu walk. Sprawy zaszły tak daleko, że premier Alejandro Lerroux postanowił, na wniosek deputowanego Gordona Ordás z macierzystej partii premiera – Republikańskiej Partii Radykalnej, o przeniesieniu tamtejszego dowódcy Guardia Civil komendanta Dovala, ze względu na liczne przypadki stosowania tortur przez podległych mu funkcjonariuszy. Do wniosku deputowanego przyłączyli się też inni deputowani hiszpańscy i grupa deputowanych angielskich[4].
- 6 października 1934 – lider ERC, Przewodniczący Generalitat de Catalunya Lluís Companys i Jover proklamował Kraj Kataloński w ramach Hiszpańskiej Republiki Federalnej, zachęcając jednocześnie przeciwników nowego rządu do stworzenia tymczasowego rządu Republiki w Katalonii. Powstanie to, wspierane przez Mossos d’Esquadra, oficjalną policję katalońską pozostającą pod rozkazami Generalitat de Catalunya, spowodowało śmierć 40 osób.
- Zjednoczenie lewicy republikańskiej i socjalistycznej w jednolity Front Ludowy. Głównym czynnikiem jednoczącym lewicę zarówno w Hiszpanii, jak i w całej Europie był strach przed rozprzestrzenianiem się ideologii faszystowskiej.

### Front Ludowy (1936 – 1939)
- 7 stycznia 1936 – Rozwiązanie Kortezów i rozpisanie nowych wyborów.
- 16 lutego 1936 – Zwycięstwo koalicji partii lewicowych zjednoczonych we Froncie Ludowym, który uzyskał łącznie ponad 60% głosów. Do Frontu należały m.in. PSOE, ERC, PCE, POUM, Partia Syndykalistyczna, Lewica Republikańska, Unia Republikańska i Akcja Katalońska.

| Partia                                                                                       | Mandaty | Wynik w procentach |
| Hiszpańska Socjalistyczna Partia Robotnicza (Partido Socialista Obrero Español)              | 99      | 20,9               |
| Hiszpańska Konfederacja Prawicy Autonomicznej – Confederación Española de Derechas Autónomas | 88      | 18,6               |
| Lewica Republikańska (Izquierda Republicana)                                                 | 87      | 18,4               |
| Unia Republikańska (Unión Republicana)                                                       | 38      | 8,0                |
| Republikańska Lewica Katalonii (Esquerra Republicana de Catalunya)                           | 37      | 7,8                |
| Komunistyczna Partia Hiszpanii (Partido Comunista de España)                                 | 17      | 3,5                |
| Centryści (Centristas)                                                                       | 16      | 3,3                |
| Blok Narodowy (Bloque Nacional)                                                              | 12      | 2,5                |
| Liga Regionalistyczna (Lliga Regionalista)                                                   | 12      | 2,5                |
| Partia Rolnicza (Partido Agrario)                                                            | 11      | 2,3                |
| Nacjonalistyczna Partia Basków (Partido Nacionalista Vasco)                                  | 10      | 2,1                |
| Tradycjonaliści (Tradicionalistas)                                                           | 10      | 2,1                |
| Postępowi Republikanie (Republicanos progresistas)                                           | 6       | 1,2                |
| Radykałowi (Radicales)                                                                       | 5       | 1,1                |
| Konserwatywni Republikanie (Republicanos conservadores)                                      | 3       | 0,6                |
| Niezależna Prawica (Independientes de derecha)                                               | 3       | 0,6                |
| Inni                                                                                         | 19      | 4,0                |
| RAZEM                                                                                        | 473     |                    |

- 19 lutego 1936 – Manuel Azaña jest mianowany premierem rządu, do którego nie wchodzą jednak socjaliści.
- 7 kwietnia – odwołanie Niceto Alcalá-Zamora z funkcji Prezydenta Republiki.
- 16 kwietnia – kulminacja brutalnych starć między lewicą a prawicą podczas pogrzebu podporucznika Guardia Civil zmarłego podczas zajść w piątą rocznicę proklamowania Republiki. Interwencja oddziałów Gwardii Szturmowej (jednostki utworzonej przez pierwszy republikański rząd w 1931 roku) z podporucznikiem José del Castillo Sáez de Tejada, instruktorem milicji Zunifikowanych Młodzieżówek Socjalistycznych, na czele spowodowała śmierć Andrésa Sáenz de Heredia, kuzyna José Antonio Primo de Rivery, i poważne rany młodego karlisty, studenta medycyny José Llaguno Acha.
- 10 maja – Manuel Azaña, który wskutek kryzysu rządowego złożył dymisję z funkcji premiera zostaje Prezydentem Republiki.
- 12 maja – nowym premierem zostaje Santiago Casares Quiroga.
- Wejście w życie zapowiedzianej amnestii osób uwięzionych po Rewolucji 1934.
- 17 czerwca 1936 – José María Gil-Robles w parlamencie przedstawia bilans zajść, które miały miejsce między 1 lutego a 15 czerwca: 160 zniszczonych kościołów, 251 ataków na świątynie, podpaleń, dewastacji i prób ataków. 269 zmarłych. 1287 rannych. 215 rozbojów udaremnionych lub bez poważnych konsekwencji. 69 zniszczonych lokali prywatnych i politycznych, ataki na 312 budynków. 113 strajków generalnych, 228 strajków częściowych. 10 zniszczonych redakcji prawicowych gazet. 83 ataki na redakcje, próby ataków i dewastacje. 146 wybuchów bomb i 38 bomb znalezionych przed wybuchem. Rząd Frontu Ludowego tłumaczył, że nie jest w stanie opanować eskalacji przemocy pomiędzy najbardziej radykalnymi frakcjami lewicy i prawicy, którą obie strony prowokują.
- 12 lipca – morderstwo podporucznika José del Castillo Sáez de Tejada. Następnego dnia funkcjonariusze służb bezpieczeństwa mordują lidera opozycji parlamentarnej, José Calvo Sotelo, byłego ministra skarbu z czasów monarchii, szefa tradycjonalistycznego Bloku Narodowego złożonego z monarchistów i karlistów. Był to bezprecedensowy w zachodnich demokracjach przypadek – nigdy wcześniej lider legalnej opozycji nie został zamordowany przez funkcjonariuszy państwowych. Uważa się, że wydarzenie to przesądziło o próbie zamachu stanu, która nastąpiła już 4 dni później.
- 17 lipca 1936 – próba zamachu stanu podjęta przez liczne jednostki wojskowe z północnego Maroka i wielu garnizonów na półwyspie Iberyjskim. Porażka puczystów doprowadziła do wybuchu wojny domowej.

### Wojna domowa w Hiszpanii

#### 1936
- 17 lipca – początek wojskowego zamachu stanu w mieście Melilla, a później w kolejnych częściach protektoratu Maroka i Hiszpanii Kontynentalnej.
- 19 lipca – początek rewolucji socjalnej, która hamuje wybuch wojny w niektórych częściach kraju.
- 20 lipca – na czele rządu Republiki staje José Giral.
- Sierpień – przybycie nowego ambasadora ZSRR.
- 4 września – na czele rządu Republiki staje Francisco Largo Caballero.
- 4 listopada – anarchiści popierają rząd Largo Caballero.
- 6 listopada – przeniesienie rządu Republiki do Walencji. W Madrycie pozostaje generał José Miaja jako Przewodniczący Rady Obrony Madrytu.

#### 1937
- 23 kwietnia – rozwiązanie Rady Obrony Madrytu.
- 3 maja – 8 maja – starcia w Barcelonie. CNT i POUM ścierają się z bojówkami republikańskimi.
- 17 mają – na czele rządu republiki staje Juan Negrín.
- 16 czerwca – zatrzymanie najważniejszych działaczy POUM.
- 15 sierpnia – utworzenie Servicio de Información Militar (SIM), służby wywiadu i bezpieczeństwa Republiki.
- 31 października – przeniesienie rządu Republiki do Barcelony.

#### 1938
- 5 kwietnia – rekonstrukcja rządu premiera Negrín.
- 9 września – Negrín odbywa tajne pertraktacje pokojowe z przedstawicielem generała Francisco Franco, które jednak nie przynoszą rezultatów.

#### 1939
- Styczeń – wobec naporu wojsk nacjonalistycznych, rząd przenosi się z Barcelony do położonego na północny wschód od niej miasta Figueras.
- 6 lutego – najważniejsi politycy republikańscy: Manuel Azaña, Juan Negrín, Lluís Companys i Jover, José Antonio Aguirre (pierwszy lehendakari – szef rządu autonomicznego Kraju Basków) i Diego Martínez Barrio pieszo uciekają do Francji.
- 27 lutego – po uznaniu rządu generała Franco przez Anglię i Francję przebywający na uchodźstwie Prezydent Republiki rezygnuje z urzędu. Diego Martínez Barrio, jego konstytucyjny następca, przysięga Delegacji Stałej Kortezów przyjęcie stanowiska, jednak nigdy do tego nie dochodzi ze względu na niemożność dotarcia na terytorium Hiszpanii.
- 2 marca – premier Negrín wraca do kraju, awansuje licznych dowódców komunistycznych i decyduje się kontynuować walkę zbrojną.
- 5 marca – powstaje Rada Obrony Narodowej, w której znajdują się niekomunistyczni członkowie Frontu Ludowego. Premier Negrín wraca samolotem do Francji.
- 7 – 11 marca – stłumione powstanie komunistów w Madrycie.
- 1 kwietnia – na nabrzeżu w Alicante poddają się o świcie ostatnie wojska wierne Republice.

## Republika na uchodźstwie
Lista ostatnich decyzji rządu Republiki w kraju i pierwszych na uchodźstwie:
- 23 stycznia 1939 – rząd republiki ogłasza stan wojenny.
- 1 lutego – w Figueras odbywa się ostatnia sesja Kortezów.
- 12 lutego – w Madrycie odbywa się ostatnie posiedzenie Rady Ministrów.
- 23 lutego – Francja i Wielka Brytania uznają rząd generała Francisco Franco.
- 27 lutego – Prezydent Republiki Manuel Azaña rezygnuje ze stanowiska.
- 3 marca – w Paryżu odbywa się pierwsze posiedzenie Komisji Stałej Kortezów na Uchodźstwie.
- 1 kwietnia – przywódcy nacjonalistyczni uznają wojnę za zakończoną.
- Utworzenie Służby Ewakuacji Uchodźców Hiszpańskich (Servicio de Evacuación de Refugiados Españoles – SERE).
- 5 kwietnia – w Paryżu odbywa się drugie posiedzenie Komisji Stałej Kortezów na Uchodźstwie, podczas którego Diego Martínez Barrio rezygnuje ze stanowiska Prezydenta Republiki.
- 27 lipca – Delegacja Stała Kortezów ogłasza rozwiązanie rządu Republiki.
- 24 listopada – utworzenie w Paryżu Rady Pomocy Republikanom Hiszpańskim (Junta de Auxilio a los Republicanos Españoles – JARE).
- Lato 1940 – utworzenie w Londynie Hiszpańskiego Sojuszu Demokratycznego (Alianza Democrática Española – ADE).
- Listopad 1942 – utworzenie we Francji Narodowej Unii Hiszpańskiej (Unión Nacional Española – UNE).
- Listopad 1943 – utworzenie w Meksyku Hiszpańskiej Rady Wyzwolenia (Junta Española de Liberación – JEL).
- Wrzesień 1944 – utworzenie w Tuluzie Narodowego Sojuszu Sił Demokratycznych (Alianza Nacional de Fuerzas Democráticas – ANFD).
- Październik 1944 – ANFD łączy się z JEL pod tą drugą nazwą.
- Styczeń 1945 – w Meksyku odbywa się pierwsza sesja Kortezów na Uchodźstwie zwołana z inicjatywy JEL.
- Wrzesień 1945 – utworzenie Rządu Republiki na Uchodźstwie.

Pomimo porażki w wojnie domowej rozmaite instytucje republikańskie działały poza granicami kraju aż do nastania w Hiszpanii demokratycznych przemian. Niektóre państwa (Meksyk, Jugosławia) nigdy nie przestały uznawać rządów republikańskich, również na uchodźstwie, za legalne rządy Hiszpanii.

## Lista rządzących
Prezydenci Republiki (Szefowie Państwa):
- Niceto Alcalá-Zamora (1931–1936)
- Manuel Azaña (1936–1939)
- Diego Martínez Barrio (1939)

Szefowie Rządu:
- Niceto Alcalá-Zamora od 14 kwietnia 1931 do 14 października 1931.
- Manuel Azaña od 14 października 1931 do 16 grudnia 1931.
- Manuel Azaña od 16 grudnia 1931 do 12 czerwca 1933.
- Manuel Azaña od 12 czerwca 1933 do 12 września 1933.
- Alejandro Lerroux od 12 września 1933 do 8 października 1933.
- Diego Martínez Barrio od 8 października 1933 do 16 grudnia 1933.
- Alejandro Lerroux od 16 grudnia 1933 do 28 kwietnia 1934.
- Ricardo Samper od 28 kwietnia 1934 do 4 października 1934.
- Alejandro Lerroux od 4 października 1934 do 25 września 1935.
- Joaquín Chapaprieta od 25 września 1935 do 14 grudnia 1935.
- Manuel Portela Valladares od 14 grudnia 1935 do 19 lutego 1936.
- Manuel Azaña od 19 lutego 1936 do 10 maja 1936.
- Augusto Barcia od 10 maja 1936 do 13 maja 1936.
- Santiago Casares Quiroga od 13 maja 1936 do 19 lipca 1936.
- Diego Martínez Barrio – 19 lipca 1936.
- José Giral od 19 lipca 1936 do 4 września 1936.
- Francisco Largo Caballero od 4 września 1936 do 17 maja 1937.
- Juan Negrín od 17 maja 1937 do 5 kwietnia 1938.
- Juan Negrín od 5 kwietnia 1938 do 31 marca 1939.